# Kyle Drabek
Pour les articles homonymes, voir Drabek.
Kyle Jordan Drabek (né le 8 décembre 1987 à Victoria, Texas, États-Unis) est un ancien lanceur droitier de la Ligue majeure de baseball. 
Il est le fils de Doug Drabek, ancien lanceur des Ligues majeures ayant gagné le trophée Cy Young.

## Carrière
Kyle Drabek est un choix de première ronde des Phillies de Philadelphie en 2006. Baseball America le classait cette année-là au 12e rang des meilleurs joueurs d'avenir en prévision du repêchage amateur, mais des inquiétudes au sujet de son attitude hors du terrain (un cas d'ivresse publique et un accident de voiture) amènent plusieurs équipes à préférer d'autre joueurs. Drabek est le 18e athlète sélectionné au total cette année-là.
Il subit en 2008 une opération de type Tommy John au coude droit, ce qui lui vaut 13 mois de repos et de réhabilitation.
Alors qu'il évolue en ligues mineures, le jeune Drabek est un des joueurs impliqués le 16 décembre 2009 dans une importante transaction à quatre équipes qui voit Roy Halladay passer de Toronto à Philadelphie et Cliff Lee de Philadelphie à Seattle.
Drabek fait ses débuts dans les majeures le 15 septembre 2010 comme lanceur partant dans l'uniforme des Blue Jays de Toronto. Il subit trois défaites en autant de départs pour les Jays en 2010. Sa première victoire dans les majeures est obtenue à son premier match de la saison 2011 le 2 avril contre les Twins du Minnesota. En 2011, il prend part à 18 rencontres pour Toronto, dont 14 comme lanceur partant. Gagnant de 4 parties contre 5 défaites, il affiche une moyenne de points mérités élevée : 6,06.
La saison 2012 de Drabek prend fin en juin. Il montre alors un dossier de 4-7 avec une moyenne de points mérités de 4,67 en 13 départs, et mène le baseball majeur pour les buts-sur-balles (47) accordés à l'adversaire. Une déchirure du ligament collatéral du coude l'envoie sur la liste des joueurs blessés et il doit subir une nouvelle opération de type Tommy John. À la suite de cette blessure, il ne joue que trois matchs en 2013 et deux en 2014.
Cédé au ballottage par Toronto, il est réclamé le 27 mars 2015 par les White Sox de Chicago. Il apparaît dans 3 matchs des White Sox en 2015.
Il rejoint les Diamondbacks de l'Arizona le 18 novembre 2015.